# Bahnhof Neanderthal
Der Bahnhof Neanderthal ist ein ehemaliger Bahnhof und heutiger Haltepunkt der S-Bahn Rhein-Ruhr in der Gemeinde Mettmann in Nordrhein-Westfalen.

## Geschichte
Am 15. September 1879 eröffnete die Rheinische Eisenbahn-Gesellschaft das letzte Teilstück ab dem Bahnhof Mettmann (heute Mettmann Stadtwald) ihrer Bahnstrecke Düsseldorf-Derendorf–Dortmund Süd, die regional auch als Wuppertaler Nordbahn bekannt ist.
Zusammen mit diesem wurde auch der Bahnhof Neanderthal in Betrieb genommen und das Empfangsgebäude eingeweiht. Dieses ist heute noch erhalten, wird aber nicht mehr in seiner ursprünglichen Funktion genutzt. In den 1980er Jahren wurde das gesamte Areal und das Bahnhofsgebäude durch den Landschaftsgärtner Richard Bödeker gekauft und als Wohnhaus umgebaut. Bei der Gestaltung der Gärten und Parkanlagen um den Bahnhof wurde die Geschichte der Eisenbahn mit einbezogen und das Gelände ist gefüllt mit Artefakten der Bahngeschichte entlang der alten "Nordbahn"-Trasse sowie hunderten von Bambusarten, aufwändig geplanten Mauerzügen und Bodenbelägen.
Der Bahnhof war zwischenzeitlich von lokaler Bedeutung, neben den zwei Streckengleisen (Gleise 1 und 2) mit je einem Bahnsteig besaß er ein in beiden Richtungen befahrbares Ausweich- und Überholgleis (Gleis 3), drei Rangier- und Abstellgleise (Gleise 4 bis 6), sowie ein Anschlussgleis für Güterzüge des nahegelegenen Mannesmann-Kalkwerkes.
Zuletzt wurde die Strecke nur noch von Triebwagen und lokalen Güterzügen befahren. Am 2. Januar 1999 stellte die Deutsche Bahn den Personenverkehr ganz ein, nachdem sie die Strecke und mit ihr den Bahnhof Neanderthal bereits ein Jahr zuvor am 1. Januar an die Regionale Bahngesellschaft Kaarst-Neuss-Düsseldorf-Erkrath-Mettmann-Wuppertal mbH (kurz Regiobahn GmbH) verkauft hatte.

## Heutige Situation
Nach der Übernahme der Strecke durch die Regiobahn wurde sie für den S-Bahn-Betrieb ertüchtigt, sämtliche Halte wurden umfangreichen Umbau- und Modernisierungsmaßnahmen unterzogen.
Der bisherige Bahnhof Neanderthal wurde zu einem Haltepunkt zurückgebaut, alle Gleise außer den Streckengleisen 1 und 2 abgebaut. Der Hausbahnsteig, an dem bis dahin die Züge Richtung Mettmann hielten, wurde abgerissen. Diese Züge halten seitdem am Inselbahnsteig zwischen den Gleisen 1 und 2. Da dieser Bahnsteig relativ schmal ist, wurde für die Züge Richtung Düsseldorf an der Stelle des ehemaligen Überholgleises 3 ein neuer Bahnsteig errichtet, der unmittelbar vom Busbahnhof betreten werden kann.
Seit dem 26. September 1999 betreibt die Regiobahn die Linie S 28 der S-Bahn Rhein-Ruhr – zunächst im Stundentakt, ab dem 28. Mai 2000 im 20-Minuten-Takt – von Kaarster See über Neuss Hauptbahnhof, Düsseldorf Hauptbahnhof und Neanderthal nach Mettmann Stadtwald; seit 13. Dezember 2020 fährt die Linie von dort weiter über Wuppertal-Vohwinkel bis Wuppertal Hauptbahnhof.
| Linie | Verlauf | Takt                                                                                         |
| ----- | --- | -------------------------------------------------------------------------------------------- |
| S 28  | Kaarster See – Kaarster Bahnhof – Kaarst Mitte/Holzbüttgen – IKEA Kaarst – Neuss Hbf – NE Am Kaiser – NE Rheinpark-Center – D-Hamm – D-Völklinger Straße – D-Bilk – D-Friedrichstadt – Düsseldorf Hbf – D-Flingern – D-Gerresheim – Erkrath Nord – Neanderthal – Mettmann Zentrum – Mettmann Stadtwald – Hahnenfurth-Düssel – W-Vohwinkel – W-Zoologischer Garten – W-Steinbeck – Wuppertal Hbf Stand: Fahrplanwechsel Dezember 2023 | 20 min (wochentags) 20/40 min (Mettmann–Wuppertal wochentags) 30 min (Wochenenden/Feiertage) |
| O 12  | Mettmann-Neanderthal – Mettmann-West – Danziger Straße – Kaldenberg – Metzkausen Ortsbus-Linie in Mettmann | 60 min                                                                                       |

Ein etwa 500 m langer Fußweg, der Museumsweg, führt zum Neanderthal Museum. An der dortigen Bushaltestelle verkehren zwei weitere Linien nach Mettmann, Erkrath und Hilden sowie der Schienenersatzverkehr der Linie S 28.
| Linie | Verlauf | Takt        |
| ----- | --- | ----------- |
| 741   | Mettmann, Kaldenberger Weg – Mettmann, Jubiläumsplatz – Mettmann Zentrum – Neanderthal/Museum (Mettmann-Neanderthal , 500 m) – Erkrath-Hochdahl – Millrath – Hochdahler Markt – Sandheider Markt – Erkrath, Kemperdick – Hilden, Verwaltungsinstitut – Kleef – Gabelung – Hilden Süd (– Hilden, Südfriedhof) Weitere Haltestellen auf der gesamten Strecke | 20(/60) min |
| 743   | Mettmann, Jubiläumsplatz – Mettmann Zentrum – Neanderthal/Museum (Mettmann-Neanderthal , 500 m) – Erkrath, Stadthalle – Erkrath | 60 min      |